# Prohvet Maltsvet

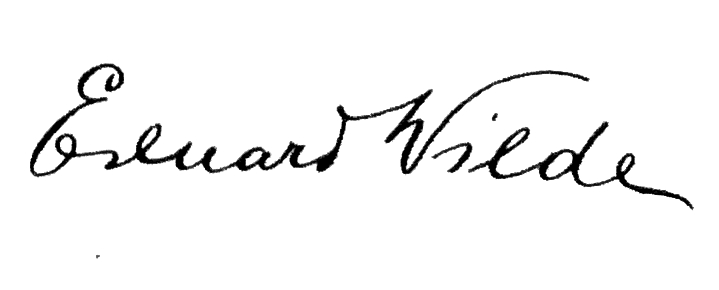

Prohvet Maltsvet (Der Prophet Maltsvet) ist der Titel eines Romans des estnischen Schriftstellers Eduard Vilde (1865–1933). Er erschien 1908 im estnischsprachigen Original.

## Erscheinen
Eduard Vilde plante seinen Roman wie die beiden vorangegangenen als Fortsetzungsgeschichte in der Feuilletonbeilage einer Zeitung, diesmal den Uudised ('Neuigkeiten'), deren Redaktion er seit dem Sommer 1904 angehörte. Anfang September 1904 hatte Vilde über Zeitungsannoncen um Zusendung von Material zur Auswanderung auf die Krim (s. u.) gebeten, woraufhin er zahlreiche Zuschriften erhielt. Zudem reiste er im Herbst des Jahres selbst auf die Krim, weswegen sich die Recherchen in die Länge zogen. Ursprünglich sollte der Roman ab Januar 1905 erscheinen, nun verschob sich der Druck der ersten Lieferung jedoch auf den 1. (14.) April 1905. Im Feuilleton der damals dreimal wöchentlich herauskommenden Zeitung konnten jedoch nur etwa zwei Fünftel des Romans erscheinen, da sie im Januar 1906 infolge der Revolution geschlossen wurde und Vilde sich ins Ausland absetzen musste.
Dadurch wurde die Arbeit an dem Roman für ungefähr ein Jahr unterbrochen. Erst in Kopenhagen, wohin Vilde im Herbst 1906 nach Zwischenstationen in der Schweiz und in Helsinki ausgewichen war, konnte er die Arbeit fortsetzen. Mit dem Verleger Gustav Pihlakas hatte er einen Vertrag geschlossen, auf dessen Grundlage Vilde für jeden fertigen Druckbogen, den er umgehend nach Tallinn in die Druckerei schickte, ein Honorar von 40 Rubeln erhielt. Nicht zuletzt deswegen wurde der Roman so umfangreich, denn Vilde „erschrieb“ sich damit sein täglich Brot, wie der Autor selbst im Nachwort zur zweiten Auflage mitteilt.
Die Erstausgabe des Romans erschien dann 1908 (auf dem Einband ist fälschlicherweise 1906 gedruckt) beim Verlag Pihlakas in Tallinn und umfasste 740 Seiten. Neuauflagen folgten in den Jahren 1929, 1951, 1954 und 1985.

## Historischer Hintergrund
Mitte des 19. Jahrhunderts war in Estland die Leibeigenschaft zwar bereits aufgehoben (im Gegensatz zum Rest des Russischen Reichs), aber die Landbevölkerung lebte noch in großer Armut und war wirtschaftlich abhängig von den Gutsbesitzern. Daher entstanden Auswanderungsbewegungen, da viele Bauern sich außerhalb des Zugriffs des deutschbaltischen Adels eine bessere Zukunft erhofften. 1855 erhielt eine erste Gruppe von Esten die Erlaubnis, sich in Samara anzusiedeln. Parallel dazu spielt der religiöse Hintergrund eine wichtige Rolle. Neben der herrschenden lutherischen Kirche (der Oberschicht) blühte eine christliche Erweckungsbewegung wie die Herrnhuter, die in Estland recht bedeutend waren. Die Herrnhuter waren vergleichsweise anerkannt, und ihre Anhängerschaft erstreckte sich auch auf die deutschbaltische Oberschicht.
Wesentlich radikaler war dagegen die Erweckungsbewegung von Juhan Leinberg, der sich den Namen „Prophet Maltsvet“ gab und bald in Konflikt mit Kirche und Obrigkeit geriet. 1860 propagierte er unter seinen Anhängern die Auswanderung auf die Krim, wozu sie von einem „weißen Schiff“ in Tallinn abgeholt werden sollten. Tatsächlich warteten 1861 etliche Familien am Rande von Lasnamäe auf dieses Schiff, das jedoch nicht eintraf. Daraufhin begab man sich zu Fuß auf die Krim, wo ab 1861 diverse estnische Siedlungen entstanden. Ende des 19. Jahrhunderts lebten noch über 2000 Esten dort.

## Handlung
In einem von Beginn an breit angelegten Panorama beschreibt Vilde zunächst ausführlich die im Zentrum stehenden Personen und Familien. Das sind vor allem arme estnische Bauern, die sich in ihrer aussichtslosen Lage der Erweckungsbewegung von Juhan Leinberg zuwenden. Auch dieser selbst tritt als zentrale handelnde Person im Roman auf, wodurch die dokumentarischen Züge des Buchs hervorgehoben werden. Daneben treten auch etliche fiktive Personen in Erscheinung, von denen einige sich explizit gegen den religiösen Fanatismus der „Maltsvetianer“ stellen. Zentrale Figur ist hier Taavet Lõhmus, der als geschickter und arbeitsamer Bauer nichts von Frömmelei hält. Allerdings zeigt er auch menschliche Schwächen, indem er einen Hang zum Alkohol hat und hin und wieder sogar stiehlt. Ihm zur Seite steht sein buckliger Freund Aadu Vikerpuur, der das Volk durch Bauchreden erheitert.
Taavets Frau Anu hingegen ordnet sich ganz den Glaubensgrundsätzen ihres glaubensstrengen Vaters unter und verfällt allmählich dem religiösen Fanatismus. Dazu gehört nahezu unaufhörliches Beten, das Vermeiden von bunter Kleidung, offenes Haar, kein Genuss von Schweinefleisch, regelmäßige Bibellektüre und dergleichen mehr. Ihre Ehe mit Taavet droht letztlich daran zugrunde zu gehen, zumal dieser von ihr beim Gut verpfiffen wird, nachdem er wieder einmal etwas gestohlen hat. Als Folge davon muss er ins Gefängnis, und als er nach einer Weile von dort zurückkehrt, lässt ihn sein Schwiegervater nicht mehr ins Haus. In der gleichen Zeit ist die lebenslustige Schwester von Anu, Elts, ihrem frömmelnden Elternhaus entkommen, indem sie eine Stellung als Hausmädchen auf dem Gut angenommen hat. Dort erfüllt sie aber zusehends mehr die Rolle der Geliebten vom jungen Gutsherrn – und bald auch vom alten Gutsherrn. Als sie schwanger und danach logischerweise von den Herren verstoßen wird, nimmt sich Aadu Vikerpuur ihrer an und ehelicht sie.
Parallel dazu wird die Lage der Landbevölkerung beschrieben, die in der Erweckungsbewegung ihre letzte Rettung sieht. Dabei kommen sowohl die Aktionen der Behörden gegen Juhan Leinberg ausführlich zur Sprache wie das Aufbegehren der Bauern gegen die Willkür der Gutsherrn. Ergreifend wird die in Estland bis ins 20. Jahrhundert hinein angewandte körperliche Züchtigung der Bauern auch bei kleineren Vergehen beschrieben. Der dokumentarische Charakter des Romans wird dadurch hervorgehoben, dass der Autor in einer Fußnote selbst auf seine beiden anderen Romane, Mahtra sõda (1902) und Kui Anija mehed Tallinnas käisid (1903) verweist und ausführlich aus zeitgenössischen Berichten der Zeitung Postimees zitiert. Auch der lange, entbehrungsreiche Fußmarsch auf die Krim und die Bemühungen, dort ein Gut zu kaufen, werden ausführlich dargestellt. Abermals werden Fiktion und historische Wahrheit miteinander verwoben, als das finanzielle Engagement (und dessen Fehlschlagen) des Malers Johann Köler beschrieben wird.
Am Ende wandern auch Taavet, der seine Frau trotz allem weiterhin liebt, und Anu aus, finden auf der Krim indes enttäuschende Verhältnisse vor. Anu gerät zusehends in Zweifel und verlässt den fanatischen Glauben der Malsvetianer.

## Bedeutung und Rezeption
Der Roman knüpft an Vildes 1896 erschienenen Roman Külmale maale ('Nach kaltem Lande') an, mit dem sich der kritische Realismus in der estnischen Literatur durchsetzte. Auch hier steht die verarmte Landbevölkerung im Zentrum, nur ist die Handlung ein halbes Jahrhundert früher angesiedelt, weswegen er gemeinsam mit den beiden vorangegangenen Romanen Mahtra sõda (1902) und Kui Anija mehed Tallinnas käisid (1903) die so genannte historische Trilogie von Eduard Vilde bildet. Auffälliger als bei diesen beiden ist hier jedoch der dokumentarische Aspekt, weswegen der Roman zur Schullektüre wurde, wie der Autor im Nachwort zur zweiten Auflage vermerkt.

## Zitate
„Wo das Auge des Guts noch irgendetwas entdeckte, was nach Arbeitskraft, Freizeit oder bescheidenem Wohlstand aussah, da wurde gleich eine neue Last in Gestalt neuer Verpflichtungen auferlegt, und dem Bauer blieb nur Verzweiflung.“
„Gott mochte mächtig sein, der Zar mochte mächtig sein, aber am allermächtigsten war der Gutsherr. Gott konnte gnädig sein, der Zar konnte ein Erbarmen haben, aber der Gutsherr war streng. Gottes Macht und des Zaren Macht sah der Bauer nicht, aber die Macht des Gutsherrn sah er jeden Tag. Er sah sie schon, so lange er denken konnte, er hatte sie von Generation zu Generation zu spüren bekommen.“
„Der Glaube zeigte wieder einmal, in welch engem Zusammenhang er mit dem Magen steht, wie sehr er der diesseitigen bösen materiellen Welt entspringt.“

## Adaptationen und Übersetzungen in andere Sprachen
- 1940 erschien ein Dramatisierung für die Bühne von I. P. Ukukivi: Valge laev: Näidend neljas vaatuses. (Ed. Vilde romaani "Prohvet Maltsvet" ainetel). Tallinn: Autorikaitse Ühing 1940. 78 S.

Eine Übersetzung ins Deutsche liegt bislang nicht vor, der Roman ist in den folgenden Sprachen erschienen:
- Lettisch: Pravietis Maltsvets. Trad. E. Lesinš. Riga: Latvijas valsts izdevnieciba 1962. 608 S.
- Russisch: Пророк Малтсвет. Перевод с эстонского: Б. Лийвак и Т. Маркович; под редакцией М. Кулишовой; послесловие: Ю. Кяосаар; иллюстратор: Э. Окас. Таллин: Эстонское государственное издательство 1952. 702 S.